# Jean-Louis Hamon
Pour les articles homonymes, voir Hamon.
Jean-Louis Hamon né le 5 mai 1821 à Plouha (Côtes-d'Armor) et mort le 29 mai 1874 à Saint-Raphaël est un peintre français, représentatif du mouvement néo-grec.

## Présentation
Enfant, Jean-Louis Hamon est confié aux frères Lamennais afin de devenir prêtre. Mais en 1840, il quitte Plouha pour Paris espérant embrasser une carrière de peintre malgré l'opposition de ses parents. Son seul revenu est une pension de 500 francs versée par la municipalité de sa ville natale.
Il est admis en 1842 à l'École des beaux-arts de Paris dans les ateliers de Paul Delaroche et de Charles Gleyre, d'où sortiront les membres du mouvement néo-grec. En 1848, il fait sa première apparition au Salon avec son œuvre : Le Tombeau du Christ (musée des beaux-arts de Marseille) et un travail d'art décoratif : Dessus de porte. Les œuvres qu'il expose en 1849, Une Affiche romaine, L'Égalité au sérail et Perroquet jasant avec deux jeunes filles, ne retiennent pas l'attention du public.
De ce fait, Hamon accepte un poste à la Manufacture de Sèvres pour laquelle il fournit des modèles de décorations, poste qu'il ne conservera pas longtemps car le prix qu'il reçoit pour un cercueil verni présenté à l'Exposition universelle de 1851 à Londres l'incite à produire de nouvelles œuvres afin de tenter sa chance au Salon de 1852. Il s'agit notamment de La Comédie humaine qui marquera le début de sa fortune (Paris, musée d'Orsay), et Ma sœur n'y est pas, acheté par l'empereur, pour laquelle il reçoit le 3e prix du concours de 1853. À l'Exposition universelle de 1855, Jean-Louis Hamon expose de nouveau le cercueil de 1851, ainsi que plusieurs autres vases et peintures dont les plus importantes sont L'Amour et son troupeau, Ce n'est pas moi et Une gardeuse d'enfant ; il reçoit alors le 2e prix et la Légion d'honneur.
En 1859, il collabore à la décoration de la salle du personnel de l'hôpital de la Charité de Paris[réf. nécessaire], partiellement reconstruite au musée de l'Assistance publique - Hôpitaux de Paris.
Après plusieurs années passées en Orient, il revient avec dix œuvres dont Boutique à quatre sons, Papillon enchaîné, Cantharicle esclave, Dévideuse, ainsi que L'Amour en visite exposé au Salon de 1859 (palais des beaux-arts de Lille), et Vierge de Lesbos, Tutelle, La Volière, L'Escamoteur (musée des beaux-arts de Nantes), La Sœur aînée, présentées en 1861.
Il séjourne en Italie, principalement à Capri d'où il envoie en 1864 à Paris L'Aurore et Un jour de fiançailles. L'influence italienne sur ses œuvres est aussi présente dans Les Muses de Pompéi, l'unique œuvre exposée au Salon de 1866 et qui fut largement acclamée. Cette œuvre fut exposée à nouveau à l'Exposition universelle de 1867 avec La Promenade et six autres œuvres datant des années précédentes.
Il peint sa dernière œuvre, Le Triste rivage, à Saint-Raphaël sur la côte méditerranéenne et l'expose au Salon de 1873. Jean-Louis Hamon s'installe dans cette ville et vit dans une petite maison située près des jardins d'Alphonse Karr jusqu'à sa mort, survenue le 29 mai 1874.

## Galerie
- Comédie humaine, 1852, huile sur toile, 140 × 315 cm, Musée d'Orsay
- L'Escamoteur, quart d'heure de Rabelais, 1861, huile sur toile, 149 × 310 cm, Musée d'Arts de Nantes[5]

Œuvres de Jean-Louis Hamon
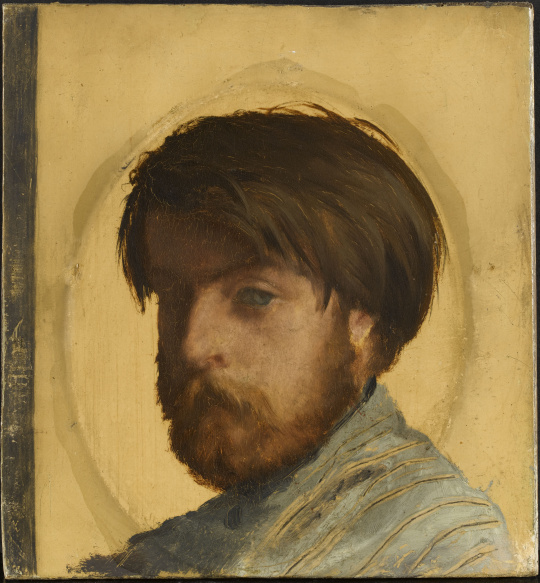
Portrait du peintre Auguste Toulmouche, Dijon, musée Magnin.
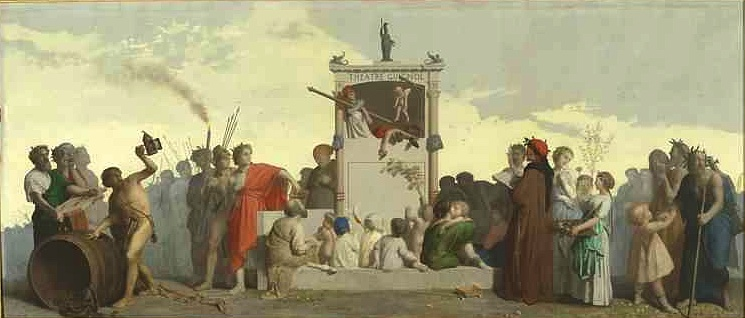
La Comédie humaine (1852), Paris, musée d'Orsay.
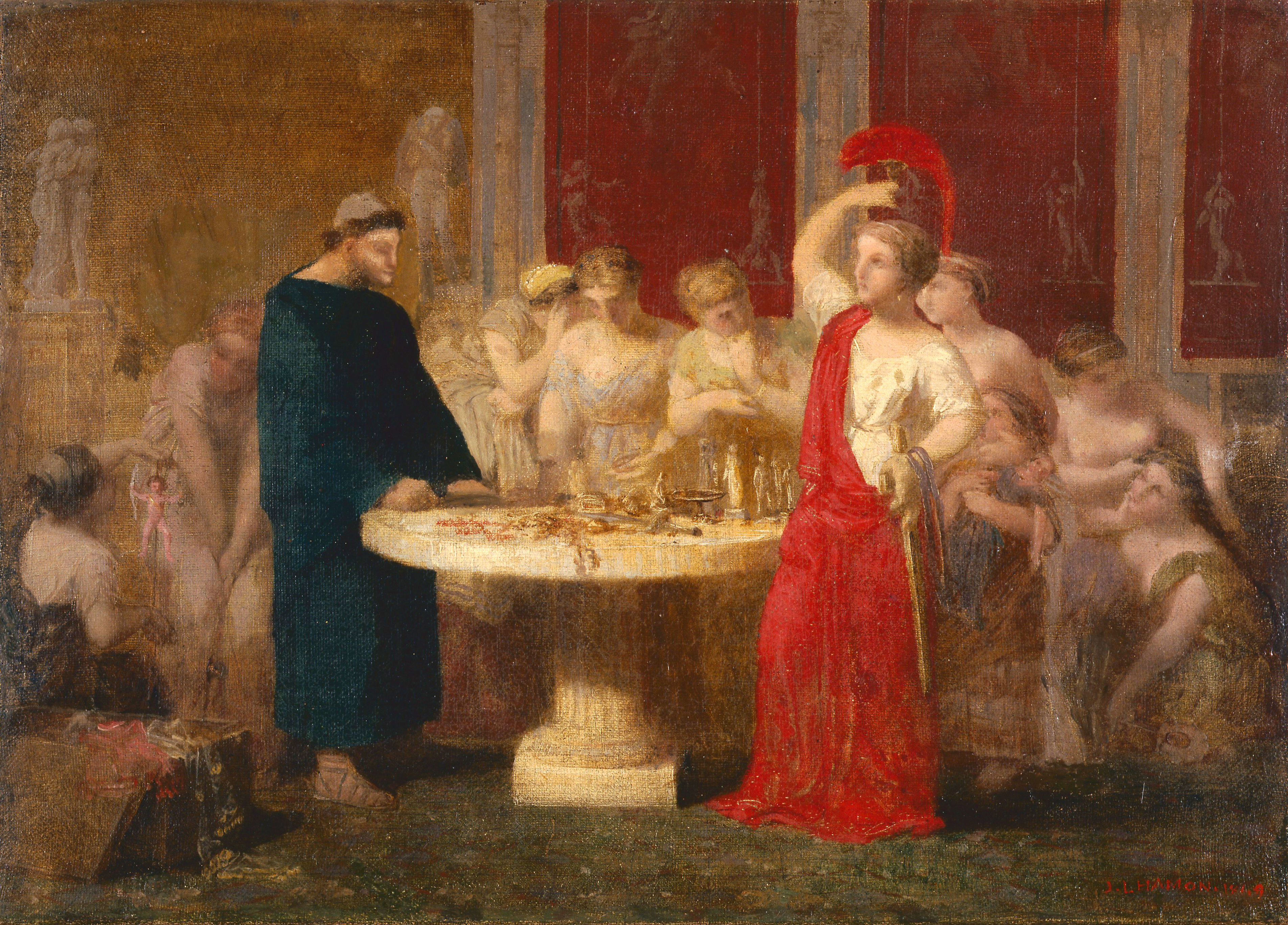
Femmes romaines, musée d'art et d'histoire de Saint-Brieuc.
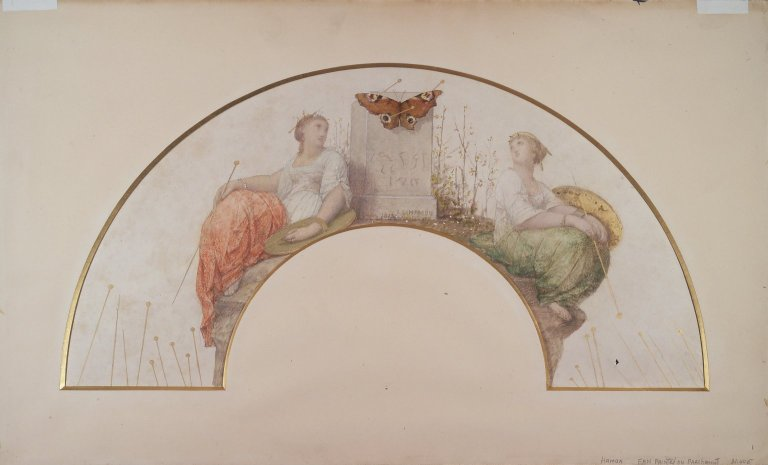
L'Entomologie, étude pour un éventail (vers 1872), New York, Brooklyn Museum.

## Hommages
Sur l'initiative du critique d'art Armand Dayot, un monument dédié à l'artiste, dont le buste en bronze est sculpté par Frédéric Hexamer (es), est érigé à Plouha en 1906.
Il existe un collège Jean-Louis Hamon dans cette même ville.